# Drużyna (harcerstwo)
Drużyna – podstawowa jednostka w strukturze organizacji harcerskich, skupiająca harcerzy i harcerki.

## Związek Harcerstwa Polskiego
Drużyna jest jednostką organizacyjną Związku Harcerstwa Polskiego, liczącą przynajmniej 16 członków (w uzasadnionych przypadkach liczebność drużyny może zostać obniżona do 12 członków), z wyjątkiem drużyn wędrowniczych, które powinny liczyć co najmniej 9 członków. W ZHP dopuszczalne są zarówno drużyny koedukacyjne, jak i dysedukacyjne.
Na czele drużyny stoi drużynowy w wieku co najmniej 16 lat, który odpowiada za bezpieczeństwo członków, opracowanie i realizację planu pracy, prowadzenie dokumentacji działalności oraz koordynowanie współpracy z rodzicami i środowiskiem lokalnym. Swoje decyzje dotyczące drużyny (przyjmowanie i zwalnianie członków, dopuszczenie do złożenia przyrzeczenia harcerskiego, zmiany w strukturze wewnętrznej, powoływanie funkcyjnych) wydaje w formie pisemnych rozkazów. W przypadku niepełnoletniego drużynowego drużyna musi posiadać pełnoletniego opiekuna odpowiadającego za bezpieczeństwo, finanse i gospodarkę w drużynie oraz działania wychowawcze drużynowego.
W prowadzeniu drużyny drużynowemu pomagają przyboczni – doświadczeni członkowie, mianowani przez drużynowego. W drużynach koedukacyjnych, przynajmniej jeden z przybocznych musi być innej płci niż drużynowy.

### Grupy metodyczne
Drużyny mogą działać w jednej lub kilku grupach metodycznych. W związku z tym wyróżnia się:
- Drużyny harcerskie skupiające członków ZHP w wieku 10–13 lat,
- Drużyny starszoharcerskie – w wieku 13–16 lat,
- Drużyny wędrownicze – w wieku 16–21 lat,
- Drużyny wielopoziomowe – skupiają członków z co najmniej dwóch grup metodycznych, następujących po sobie.

Drużyna, która zadeklaruje działanie w określonym pionie, powinna zrzeszać członków tylko z tej grupy metodycznej. Wyjątkiem jest kadra (drużynowy i przyboczni).
Głównym celem istnienia drużyn jest prowadzenie działalności wychowawczej, zgodnej z metodą harcerską oraz metodyką odpowiadającą wiekowi swoich członków. Działalność ta jest wcześniej zaplanowana i sporządzona w formie rocznego planu pracy drużyny, który musi być zatwierdzany przez właściwą komendę (hufca, chorągwi lub Główną Kwaterę ZHP). Plan powinien uwzględniać oczekiwania członków drużyny, problemy środowiska oraz bieżące propozycje programowe organizacji.

### Nazewnictwo i obrzędowość
Nazewnictwo drużyn regulowane jest przez Zasady i tryb przyjmowania nazw i imion. Zgodnie z nimi, w nazwie jednostki powinno być zawarte:
- nazwa organizacji czyli Związek Harcerstwa Polskiego,
- określenie jednostki czyli słowo drużyna,
- grupa metodyczna (np. starszoharcerska),
- miejsce działania (np. gdańska, z Malborka),
- określenie macierzystego hufca,
- słowo próbna, jeśli jest to drużyna powołana na okres próbny.

Nazwa ponadto może zawierać:
- numer ewidencyjny, zgodnie z zasadami przyjętymi w hufcu bądź chorągwi (numer nie musi być unikatowy – zdarza się, że drużyny z jednego środowiska, np. pochodzące z podziału jednej drużyny, mają te same numery),
- wyróżniki określające charakter działania:
  - specjalność,
  - miano (imię własne, np. Strzelcy, Wataha),
  - imię (bohatera, np. im. Józefa Piłsudskiego), które powinno umożliwiać wychowawcze oddziaływanie przykładu osobowego bohatera (bohaterów) zgodnie z celami statutowymi ZHP.

Nazwa i imię drużyny powinny sprzyjać realizowaniu ideałów ZHP, w tym w szczególności podtrzymywaniu ciągłości kultury i tradycji narodowych oraz tradycji i dorobku harcerstwa. Numer i nazwa są nadawane rozkazem przez właściwą komendę hufca.
Członków drużyny spaja obrzędowość, operująca symbolami drużyny, jakimi są:
- barwy
- godło, logo, plakietka
- jednolite umundurowanie
- Proporzec

Oprócz tego, każda jednostka buduje swoją tradycję, na którą składają się stałe elementy zbiórek, okazjonalne zwyczaje oraz tajemnice.

### Działanie
Członkowie drużyn harcerskich lub starszoharcerskich łączą się w niewielkie grupy, zwane zastępami, liczącymi od 5 do 8 członków. Przewodzi im zastępowy, wyróżniający się wiedzą i doświadczeniem spośród reszty członków zastępu. Zastępy posiadają własne nazwy, godła i barwy, lecz nawiązują nimi do nazwy i tradycji drużyny. Drużynowi takich drużyn są mianowani przez właściwego komendanta hufca. Najważniejszą strukturą jest rada drużyny, utworzona przez drużynowego, ewentualnie opiekuna, przybocznych, zastępowych i ewentualnie innych członków, powołana rozkazem drużynowego. Działalnością drużyny kieruje: w drużynie harcerskiej – drużynowy z udziałem rady drużyny, w starszoharcerskiej – rada drużyny pod przewodnictwem drużynowego, w wędrowniczej – członkowie drużyny, zgodnie z przyjętą konstytucją drużyny. Niekiedy powoływany jest także zastęp zastępowych (ZZ), działający jak zwykły zastęp, lecz jego członkami są zastępowi wszystkich zastępów działających w drużynie.
Drużyny wędrownicze mogą działać zastępami (5–8 członków) lub patrolami zadaniowymi (minimum 3 członków).
Drużyna wędrownicza działa w oparciu o konstytucję drużyny. Jest to dokument regulujący działanie drużyny. Drużynowi są najczęściej wybierani spośród członków drużyny w demokratycznym głosowaniu (o ile konstytucja nie stanowi inaczej). Zazwyczaj drużyny wędrownicze są mniej liczne od innych (minimalny próg liczebności wynosi 9 osób).
Inny charakter mają drużyny wielopoziomowe. Zrzeszają one osoby z różnych grup wiekowych. Zazwyczaj członkowie z jednej grupy działają w osobnych zastępach, co ułatwia drużynowemu zastosowanie różnych metodyk.
Członkowie drużyny spotykają się na regularnie zwoływanych spotkaniach, zwanych zbiórkami, w trakcie których szlifują swoje umiejętności, poznają nową wiedzę oraz rywalizują zastępami. Zbiórki drużyn powinny odbywać się co najmniej raz w miesiącu (zbiórki drużyn wielopoziomowych mogą odbywać się rzadziej, ale w takiej drużynie raz w miesiącu powinni się spotkać członkowie jednej grupy metodycznej). Dodatkowo między zbiórkami drużyny powinny odbywać się zbiórki zastępów.

### Ciąg metodyczny
Drużynowi drużyn związanych z konkretną grupą wiekową, mają obowiązek nawiązać kontakt z innymi drużynami, by zachować ciąg wychowawczy swoich członków. Na przykład gdy harcerz starszy z drużyny starszoharcerskiej ukończy gimnazjum, nie powinien już dłużej pozostać w tej samej jednostce, gdyż przestaje ona odpowiadać jego poziomowi wiekowemu. Dlatego jego drużynowy musi umówić się z drużynowym wędrowniczym, by mógł automatycznie przekazać do jego jednostki osoby, które już wyrosły z jego drużyny. Wyjątkiem są osoby, które chcą nadal działać w tej samej drużynie, ale jako kadra (np. jako przyboczny).
Aby ułatwić zachowanie ciągu metodycznego, oraz wzajemnie wspierać się finansowo i wychowawczo, drużyny mogą dobrowolnie zrzeszać się w szczepach, w których muszą działać drużyny lub gromady z przynajmniej dwóch grup metodycznych.

## Związek Harcerstwa Rzeczypospolitej
W ZHR drużyny mogą być męskie albo żeńskie – formalnie nie występują jednostki koedukacyjne.

### Drużyna harcerek/harcerzy
Drużyna w ZHR liczy przynajmniej 16 harcerek lub harcerzy, w wieku od 11 do 16 lat. Kieruje nią drużynowa lub drużynowy, decydując o sprawach programowych i organizacyjnych drużyny.
Drużyna harcerek lub harcerzy działa pełnym systemem pracy harcerskiej, a w szczególności: pracuje systemem zastępowym – istnieją w niej przynajmniej trzy zastępy, działa rada drużyny i wewnętrzny system szkolenia funkcyjnych, funkcjonuje system stopni i sprawności, a zgodnie z zatwierdzonym planem pracy odbywają się zbiórki drużyny i są wykonywane zadania, jakie drużyna przed sobą stawia. Drużyna ma pole służby. Ponadto przynajmniej raz w roku organizuje co najmniej ośmiodniowy obóz, prowadzona jest w niej gospodarka finansowa i inwentarzowa.

### Drużyna wędrowniczek/wędrowników
W ZHR drużyna wędrowników lub wędrowniczek należy do hufca (związku drużyn), jest samodzielna programowo i organizacyjnie w ramach odpowiedniej struktury związku.
Drużyna wędrowniczek liczy przynajmniej 8 harcerek w wieku od 15 lat wraz z drużynową. Drużyna wędrowników liczy przynajmniej 9 członków w wieku powyżej 16 lat, wraz z drużynowym.
Zgodnie z metodyką wędrowników i wędrowniczek praca drużyny oparta jest na pracy nad sobą, służbie, wędrówce (w sensie fizycznym, intelektualnym i duchowym) oraz wyczynie. Drużynowy lub drużynowa pracuje indywidualnie z każdym z wędrowników i z każdą z wędrowniczek, wspierając ich rozwój. Drużyna pracuje na podstawie zatwierdzonego planu pracy, zgodnie z którym odbywają się działania drużyny i zbiórki. Działa systemem zespołów zadaniowych, wędrownicy i wędrowniczki zdobywają stopnie, sprawności i naramiennik wędrowniczy, ponadto zdobywają uprawnienia, odznaki państwowe i kwalifikacje zawodowe, przygotowują się do samodzielnego podjęcia indywidualnej służby w dorosłym życiu i szukają swojego miejsca w społeczeństwie. Przynajmniej raz w roku drużyna organizuje co najmniej ośmiodniowy obóz z wędrówką i jedną lub dwie wędrówki w ciągu roku.
W drużynie wędrowników prowadzona jest gospodarka finansowa i inwentarzowa oraz płacone są regularnie składki.

## Stowarzyszenie Harcerskie
W Stowarzyszeniu Harcerskim występują drużyny męskie i żeńskie, podobnie jak w ZHR nie ma drużyn koedukacyjnych. Na rozpoczęcie działalności drużyny zezwala komendant hufca i to on mianuje drużynowego i przybocznego w drużynie. W Stowarzyszeniu nie ma drużyn starszoharcerskich

### Drużyna harcerska
Drużyna zrzesza harcerzy lub harcerki w wieku od 11 lat. Drużynowym może zostać harcerz, który ukończył 16 lat, przy czym niepełnoletni i nieposiadający stopnia instruktorskiego drużynowi pełnią funkcję pod opieką instruktora wyznaczonego przez komendanta hufca. Drużyna powinna liczyć co najmniej 12 harcerzy i składać się z co najmniej 2 zastępów.

### Drużyna wędrownicza
Składa się z harcerzy lub harcerek w wieku od 16 lat.